# 원주시의회
원주시의회는 원주시의 예산·결산의 심의·의결, 조례 제정 등을 위해 설치된 기초 의회이다.